# Orphninotrichia media
Orphninotrichia media är en nattsländeart som beskrevs av Wells 1980. Orphninotrichia media ingår i släktet Orphninotrichia och familjen smånattsländor. Inga underarter finns listade i Catalogue of Life.